# Булазак-Іль-Мануар
Булазак-Іль-Мануар (фр. Boulazac Isle Manoire) — муніципалітет у Франції, у регіоні Нова Аквітанія, департамент Дордонь. Булазак-Іль-Мануар утворено 1 січня 2016 року шляхом злиття муніципалітетів Атюр, Булазак i Сен-Лоран-сюр-Мануар. Адміністративним центром муніципалітету є Булазак. Населення — 10 697 осіб (01.01.2021).